# Kállai Gyula
Kállai Gyula (Berettyóújfalu, 1910. június 1. – Budapest, 1996. március 12.) magyar kommunista politikus, országgyűlési képviselő, miniszter, 1965 és 1967 között miniszterelnök.

## Élete
1910-ben született Kállai Sándor csizmadia és Kis Eszter gyermekeként, református családba.
Volt berettyóújfalui osztálytársa elmondása alapján nagyon okos kisgyerek volt, két osztályt elvégzett egy év alatt. Szülőházát sokáig megőrizték, csak körülbelül a 80-as évek végén bontották le. (Ez a mai Berettyóújfalu Bem u. – Bem tér sarok.)

### Tisztségei
1931-től az illegális KMP tagja, jelentős szerepet játszott a Márciusi Front megszervezésében. A Népszava munkatársaként közreműködött a híressé vált 1941. karácsonyi szám összeállításában. 1942-ben részt vett a Magyar Történelmi Emlékbizottság létrejöttében, majd akcióiban. 1942-ben letartóztatták, de kellő bizonyíték hiányában szabadon engedték. A KMP-t képviselte a Magyar Front Intéző Bizottságában.
1945 januárjától a Kommunisták Magyarországi Pártjának Központi Vezetőségi (1945–1948), majd a Magyar Dolgozók Pártjának Központi Vezetőségi (1948–1951 és 1956. július–október) tagja. 1951. április 20-án hamis vádak alapján letartóztatták és 15 évi fegyházra ítélték, ahonnan 1954 júliusában szabadult és rehabilitálták.
A Kiadói Főigazgatóság vezetője (1954–1955), majd a Társadalmi Szemle főszerkesztője (1958–1961). 1965-ig az Állami Díj és Kossuth-díj Bizottság elnöke, 1957 és 1989 között a Hazafias Népfront Országos Tanácsának (HNF OT) elnöke.

### Politikai szerepvállalásai
Kezdetben miniszterelnökségi második adminisztratív államtitkár (1945. június 15.–július 18.), majd politikai államtitkár (1945. július 18.–november 23.), a Tájékoztatásügyi Minisztérium politikai államtitkára 1945. november 23. és 1946. május 27. között. 1949. június 11-étől 1951. május 12-éig a Dobi-kormány külügyminisztere (1951. április 20-ától letartóztatásban!). 
Népművelési miniszterhelyettes (1955. február 19.–1956. október 31.), a magyar forradalmi munkás-paraszt kormány tagja (1957. február 28.–május 9.), s mint ilyen megbízva a művelődésügyek vezetésével (1957. március 1.–május 9.). 1957. május 9. és 1958. január 28. között művelődésügyi miniszter, majd államminiszter (1958. január 28.–1960. január 15.), ezt követően a minisztertanács első elnökhelyettese (1960. január 15.–1961. szeptember 13.), a minisztertanács elnökhelyettese (1961. szeptember 13.–1965. április 30.), a magyar forradalmi munkás-paraszt kormány (minisztertanács) elnöke (1965. június 30.–1967. április 14.). 1967 április 14-étől egészen 1989. október 23-áig az elnöki tanács tagja, közben az országgyűlés elnöke (1967. április 14.–1971. május 12.). Kállaihoz köthető a Nagy Imre és társai ellen indított koncepciós per megindításának gondolata, mely a volt miniszterelnök kivégzését eredményezte.

## Családja
Mindkét ágon református vallású családba született. Apja falusi csizmadia, anyja háztartásbeli volt, hat testvére született, közülük négyen érték meg a felnőttkort. A család 1914-ben költözött Püspökladányba. Szülei 1950-ben gyilkosság áldozatai lettek. Első házasságát Kárpáti Annával az illegalitás tette tönkre, ebből a kapcsolatból 1945-ben egy lánya, Kállai Judit született. 1957-ben nősült újra; gyermeke ugyan nem született, de felesége előző házasságából származó leányát, Berkes Zsuzsát innentől kezdve közösen nevelték.

## Írásai
- Kikkel tartson a föld népe?; Szociáldemokrata Párt, Budapest, 1940
- Munkásság, parasztság, polgárság; összeáll. Kállai Gyula; Szociáldemokrata Párt., Budapest, 1942
- Kállai Gyula–Révai József: Népiség, demokrácia, szocializmus; Téka, Budapest, 1943 (Társadalmi könyvtár)
- A földreform és a parasztság szerepe a gazdasági újjáépítésben; M.K.P., Budapest, 1945 (M. K. P. Szeminárium)
- Magántulajdon, család és vallás. A Magyar Kommunista Párt álláspontja; Szikra, Budapest, 1945
- A magyar függetlenségi mozgalom; Szikra, Budapest, 1946 (A Magyar Kommunista Párt politikai akadémiája)
- A magyar függetlenségi mozgalom 1939–1945; 4., átdolg. kiad; Szikra, Budapest, 1955
- A magyarországi ellenforradalom a marxizmus-leninizmus fényében; Kossuth, Budapest, 1957
- Kállai Gyula előadása az országos pedagógus pártaktíván. 1957. május 5.; Tankönyvkiadó, Budapest, 1957
- A szocialista kultúráért; Gondolat, Budapest, 1958
- A Magyar Szocialista Munkáspárt kulturális politikája; Kossuth, Budapest, 1958 (Az MSZMP Központi Bizottsága Politikai Akadémiája)
- Biszku Béla–Fock Jenő–Kállai Gyula: Az SZKP 21. kongresszusáról; Kossuth, Budapest, 1959 (Az MSZMP Központi Bizottsága Politikai Akadémiája)
- Kállai és Ortutay elvtársak kongresszusi beszámolói és Kádár elvtárs felszólalása; Hazafias Népfront, Budapest, 1960
- A békéért, a demokráciáért és a szocializmusért vívott harc programja; Kossuth, Budapest, 1961 (Az MSZMP Központi Bizottsága politikai akadémiája)
- Szocializmus és kultúra; Gondolat, Budapest, 1962
- Az állam és a szocialista demokrácia fejlődésének egyes kérdései; Kossuth, Budapest, 1963 (Az MSZMP Központi Bizottsága politikai akadémiája)
- A Magyar Népköztársaság külpolitikája; Kossuth, Budapest, 1964 (Az MSZMP Központi Bizottsága politikai akadémiája)
- A polgári nemzettől a szocialista nemzetig; Kossuth, Budapest, 1965 (Az MSZMP Központi Bizottsága politikai akadémiája)
- A magyar függetlenségi mozgalom. 1936–1945; 5., átdolg. kiad.; Kossuth, Budapest, 1965
- A nemzetközi kommunista mozgalom és a nemzetközi politika kérdéseiről; Kossuth, Budapest, 1966 (Az MSZMP Központi Bizottsága politikai akadémiája)
- Szocialista állami életünk fejlődésének néhány időszerű kérdése; Kossuth, Budapest, 1969 (Az MSZMP Központi Bizottsága politikai akadémiája)
- Lenini eszmék korunkban; Kossuth, Budapest, 1970 (MSZMP Központi Bizottsága Politikai Akadémiája)
- Szocializmus, népfront, demokrácia; Kossuth, Budapest, 1971
- Szabadságunk születése; összeáll., utószó, jegyz. Nagy László; Gondolat, Budapest, 1973
- A párt szövetségi politikája és a nemzeti egység fejlődése. Elhangzott 1976. június 23-án; Kossuth, Budapest, 1976 (Az MSZMP Központi Bizottsága politikai akadémiája)
- A párt szövetségi politikája és a nemzeti egység fejlődése. 1976
- A múltról a jelennek. [Cikkek, beszédek]. 1976
- Helyünk a világban: [cikkek, tanulmányok, beszédek] / Kállai Gyula. 1977
- A magyar népfront négy évtizedéről; Magvető, Budapest, 1977 (Gyorsuló idő)
- The people's front movement in Hungary. (Transl. by Gyula Gulyás). 1979
- Életem törvénye. [Visszaemlékezések] / Kállai Gyula. 1980
- Két világ határán; Kossuth, Budapest, 1984
- A Magyar Front; összeáll. Kállai Gyula, Pintér István, Sipos Attila; Kossuth, Budapest, 1984
- Megkésett börtönnapló. [Visszaemlékezések]; Kossuth, Budapest, 1987

## Elismerése
- Kossuth-érdemrend (harmadik osztály) (1948)
- A Magyar Népköztársaság rubintokkal ékesített Zászlórendje (1985)
- Iráni Császári Koronarend nagykeresztje a gyémántokkal (1966)

## További információ
- Töredékek Kádár János levelezéséből

## Kapcsolódó szócikk
- Kállai-kormány

| Elődje: Rajk László | Magyarország külügyminisztere 1949. június 11. – 1951. május 12. | Utódja: Kiss Károly |

| Elődje: Kádár János | Magyarország miniszterelnöke 1965–1967 | Utódja: Fock Jenő |